# Colceag
Colceag es una comuna ubicada en el distrito de Prahova, Rumania.

## Superficie
Posee una superficie de 57,95 kilómetros cuadrados.

## Demografía
Hasta 2021 la población era de 4413 habitantes, con una densidad de población de 76,15 habitantes por kilómetro cuadrado.